# Caccamo
Caccamo – miejscowość i gmina we Włoszech, w regionie Sycylia, w prowincji Palermo.
Według danych na rok 2004 gminę zamieszkiwało 8526 osób, 45,6 os./km².